# Лариса Ґаладза
Лариса Ґаладза-Кронін (англ. Larisa Galadza-Cronin; нар. 19 травня 1971) — канадська дипломатка українського походження. Надзвичайний і Повноважний Посол Канади в Україні (2019—2023).

## Життєпис
Народилася 19 травня 1971 року в місті Велланд, Онтаріо, у сім'ї священника Романа Ґаладзи, пароха місцевої греко-католицької церкви Святого Михайла, однією з шести дітей у родині.
Її батько народився у 1943 році в с. Білокриниця на Тернопільщині у сім'ї Михайла Ґаладзи та Теодосії Нич. У 1944 році при наступі радянських окупаційних військ, він з батьками вимушений був емігрувати у Німеччину, а 1949 року в США, у штат Техас. 1950 року батьки переїхали в місто Ембридж, штат Пенсильванія. Роман Ґаладза навчався в духовній семінарії у Стемфорді, а згодом у Вашингтоні. 2 серпня 1958 року Романа Ґаладзу висвятили на священника. 1969 року Роман Ґаладза одружився з українкою Іриною Бішко в «Союзівці» в Кергонксоні. Шлюб оформив Любомир Гузар, майбутній очільник УГКЦ. Цього ж року подружжя переїхало до Канади.
У 1975 році Лариса Ґаладза з батьками переїхала до міста Брамптона, Онтаріо, куди її батька призначили парохом церкви Святого пророка Іллі. Лариса Ґаладза в юні роки співала в парафіяльному хорі церкви Святого пророка Іллі Пророка.
У 1994 році Ґаладза здобула диплом бакалавра з відзнакою (політичні науки та етика) у Трініті-коледжі в Університеті Торонто; 1996 року — диплом магістра міжнародних відносин у Карлтонському університеті.
Одружена з бізнесменом Кеннетом Кроніном. У шлюбі троє дітей: Фінніан, Николай і Таісса.

## Кар'єра

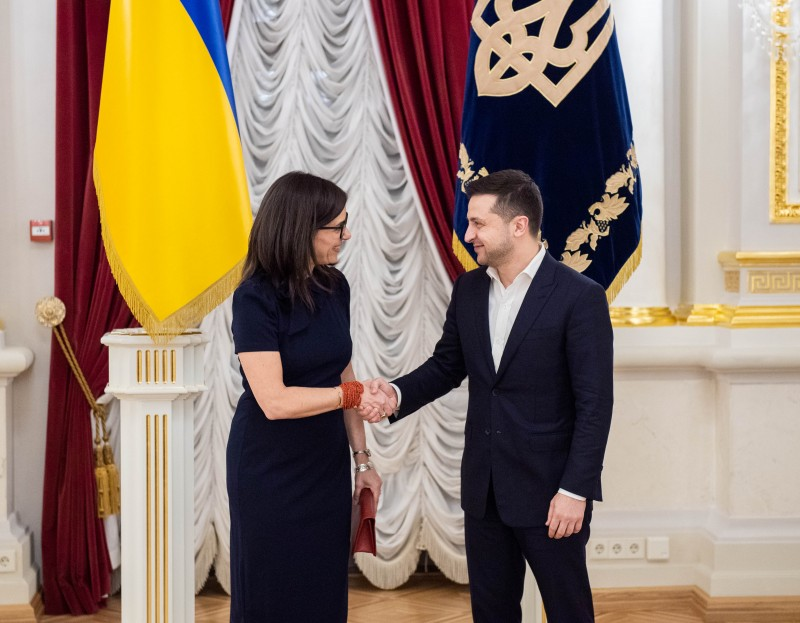
Президент України Володимир Зеленський та Лариса Ґаладза після вручення вірчої грамоти. 19 грудня 2019 року

З 1996 року працювала в Департаменті національної оборони на посадах, пов'язаних із політикою, в Управлінні таємної ради (в 2001 році) та в Секретаріяті ради Скарбниці (з 2003 по 2006 рік), перед тим як перейти до Державної безпеки Канади, де була директоркою стратегічної політики та досліджень, а потім старшою директоркою з питань політики національної безпеки.
Лариса Ґаладза у 2012—2014 роках працювала в Управлінні таємної ради на посаді директорки з питань діяльності Комітету з соціальних питань Кабінету Міністрів.
З 2014 по 2016 рік — генеральна директорка з питань громадянства й імміграції Канади.
У 2016—2019 роках — генеральна директорка програми миротворчих операцій та стабілізації в глобальних справах МЗС Канади.
З 2019 до 2023 року — Надзвичайний і Повноважний Посол Канади в Україні. 26 листопада 2019 вручила копії вірчих грамот Заступнику Міністра закордонних справ України Василеві Боднарю. 19 грудня 2019 вручила вірчі грамоти Президенту України Володимиру Зеленському.
23 серпня 2021 представляла Канаду на Кримській платформі.

## Нагороди
- Орден «За заслуги» ІІ ступеня (Україна, 4 вересня 2023) — за вагомий особистий внесок у зміцнення міждержавного співробітництва, підтримку державного суверенітету та територіальної цілісності України, популяризацію Української держави у світі[21].